# DigitAlb
DigitAlb es una plataforma de televisión terrestre, satelital y digital albanesa con sede en Tirana, Albania.  La plataforma inició sus emisiones en TDT en julio de 2004 y emisiones por satélite a finales de dicho año. Al mismo tiempo, DigitAlb comenzó a emitir algunos canales de la desaparecida plataforma satelital SAT+ de AlbaniaSat, declarada en quiebra. Además, DigitAlb colabora estrechamente con el canal SuperSport al haber introducido la tecnología DVB-H por primera vez en Albania desde 2006. El 15 de julio de 2022, con motivo de su 18 aniversario, DigitAlb lanzó su servicio OTT.
La compañía forma parte de Top Media Group junto con Top Channel, Top Albania Radio, Top Gold Radio, periódico Shqip , Shqip Magazine, Top News, VGA Studio, My Music Radio y musicAL. En Europa, Digitalb transmitirá hasta 2026 en Eutelsat (Eutelsat 16A).

## Historia
2004 fue un año decisivo en el desarrollo integral de los medios electrónicos en Albania, creándose al mismo tiempo las condiciones adecuadas para el inicio de la emisión de programas de radio y televisión mediante otra tecnología: la digital.
Y fue precisamente en ese momento, el 15 de julio de 2004, cuando comenzó oficialmente a transmitir la primera plataforma de televisión digital en Albania de la mano de Dritan Hoxha, DigitAlb; marcando así el mayor desarrollo en la historia de la televisión albanesa, con una amplia gama de programas de todos los géneros, ofrecidos a través de los canales temáticos de la plataforma, todo a través de una alta calidad de imagen y sonido, EPG, hasta entonces impensable. Por primera vez nacieron canales infantiles de 24 horas doblados en albanés.
Inicialmente DigitAlb cubría Tirana y Durrës, aunque, posteriormente, la cobertura se amplió a más ciudades: Fier, Lushnjë, Elbasan, Shkodra y Vlorë; y más adelante se sumó Kosovo.
El 15 de diciembre de 2004, tan solo 5 meses después de su nacimiento, DigitAlb marcó un nuevo paso comenzando a emitir sus canales vía satélite en toda Europa , siendo la única plataforma digital europea en emisiones terrestres y vía satélite de forma simultánea.
En los primeros años y de forma continua, DigitAlb aumentó el número de canales en su plataforma, satisfaciendo mejor la gama de demandas y gustos del público, con más canales infantiles, más canales de películas, más documentales y todo en albanés, con más música y deportes.
En diciembre de 2007, la plataforma inició sus emisiones en HD y lanzó 6 nuevos canales temáticos.
El 3 de noviembre de 2008, DigitAlb lanzó el servicio de pago por visión (PPV) en TDT y satélite, a través del canal especial Digi Gold, donde se ofrecen las últimas películas y programas de otros géneros a través de un pago dedicado para cada evento. También incluían 2 canales de la versión albanesa de Gran Hermano, transmitiendo las 24 horas del día todo lo que sucedido entre los residentes de la casa del reality show.
El 14 de febrero de 2013, DigitAlb lanzó un nuevo modelo de decodificador y también nuevos servicios para sus clientes, como VOD, apuestas en línea, loterías, juegos, IPTV, navegación web a través del decodificador y muchas otras opciones. 

## Canales
- Top Channel: canal generalista
- Top News: noticias 24 horas.
- T HD: dedicado a producciones originales albanesas
- Stinët
- My Music TV
- Melody TV
- Bang Bang
- Çufo
- Junior
- Disney Channel
- Baby TV
- Nickelodeon
- Film Një HD
- Film Dy HD
- Film MAX
- Family HD
- EuroFilm
- Film Autor
- Film Hits
- Film Hits +1
- Film Thriller
- Film Dramë
- Film Aksion
- Film Komedi
- Star Channel
- Star Life
- Star Movies
- SuperSport 1 HD
- SuperSport 2 HD
- SuperSport 3 HD
- SuperSport 4 HD
- SuperSport 5 HD
- SuperSport 6 HD
- SuperSport 7 HD
- Eurosport 1 HD
- Eurosport 2 HD
- Explorer Shkencë
- Explorer Histori
- Explorer Natyra
- Animal Planet HD
- Travel Channel HD
- National Geographic HD
- Discovery Channel
- Discovery Xtra HD
- TLC
- 24Kitchen
- Discovery Science HD
- BCTV Europe
- TV Klan
- ABC News
- Klan Plus
- Klan Kosova
- News 24
- Ora News
- A2 CNN
- RTSH 1
- RTSH 2
- RTSH 3
- RTSH Sport
- RTSH Muzikë
- RTSH Film
- RTSH Shqip
- RTSH Kuvend
- RTSH 24
- RTSH Femijë
- RTSH Shkollë
- RTSH Plus
- RTSH Agro
- Big Brother VIP 1
- Big Brother VIP 2
- Scan TV
- Rrokum TV
- Dukagjini TV
- Alsat
- RTK 1
- IN tv
- Kohavision
- First TV
- Channel One
- RTV21
- FolkloRit TV
- STV Folk
- City TV
- Rai 1
- Rai 2
- Italia 1
- Canale 5
- Fashion TV
- Mega TV
- Alpha TV
- Euronews
- CNN
- BBC
- ZDF
- TV5 Monde
- Dorcel HD
- Stars XXX

## Decodificadores
- Los decodificadores SD son: Opentech ODS 3000C, Opentech ODS 2000C.
- Los decodificadores HD son: Kaon KSF-S660HDCO, Opentech ODS 3000H, ODS 2000H.
- Los decodificadores de definición estándar terrestre digitalb son: Opentech ODT 1000C y Kaon KTF-270CO.
- El decodificador digitalb terrestre de alta definición (T2) es: ODT 2000H.
- Digitalb satellite HD Middleware decoder es: ODS 4000H.
- El nuevo decodificador digitalb con PVR, Internet, aplicaciones en línea y otras cosas se llama Flybox. Comenzó a venderse en marzo de 2013 y es un producto albanés fabricado por las empresas DigitAlb en Albania.
- FlyBox mini
- Disco duro de DigitAlb (HDD)

Todos los decodificadores DigitAlb son Conax Conditional Access Embedded.